# António Lousada
António Lousada, pseudónimo de António Eugénio Ramos Pinto Calem (Campanhã, Porto, 11 de Agosto de 1913 - Foz do Douro, 25 de Agosto de 1990) foi um poeta português.

## Obras
- Pórtico (1944)
- Poemas do Meu Diário (1945)
- A Mulher Algarvia (1946)
- Marés (1946)
- Roteiro Lírico do Porto (1949)
- Poemas do Meu Diário (1945-1950) (1951)
- Novos Poemas (1955)
- Palavras proferidas na reunião da Camarata Portucalense em 25 de Janeiro de 1958 (1958)
- Discurso (1958)
- Mirto (1959)
- Alguns artigos: 1959-1964 (1965)
- Ganímedes (1967)
- Os meus fados (1968)
- Labirinto (1979) [1]

## Tradução
- Bagatelas: pensamentos e aforismos de um pianista / Vitaly Margulis; trad. de António Cálem (1993)